# Duftblüten
Die Duftblüten (Osmanthus) sind eine Pflanzengattung in der Familie der Ölbaumgewächse (Oleaceae).

## Beschreibung

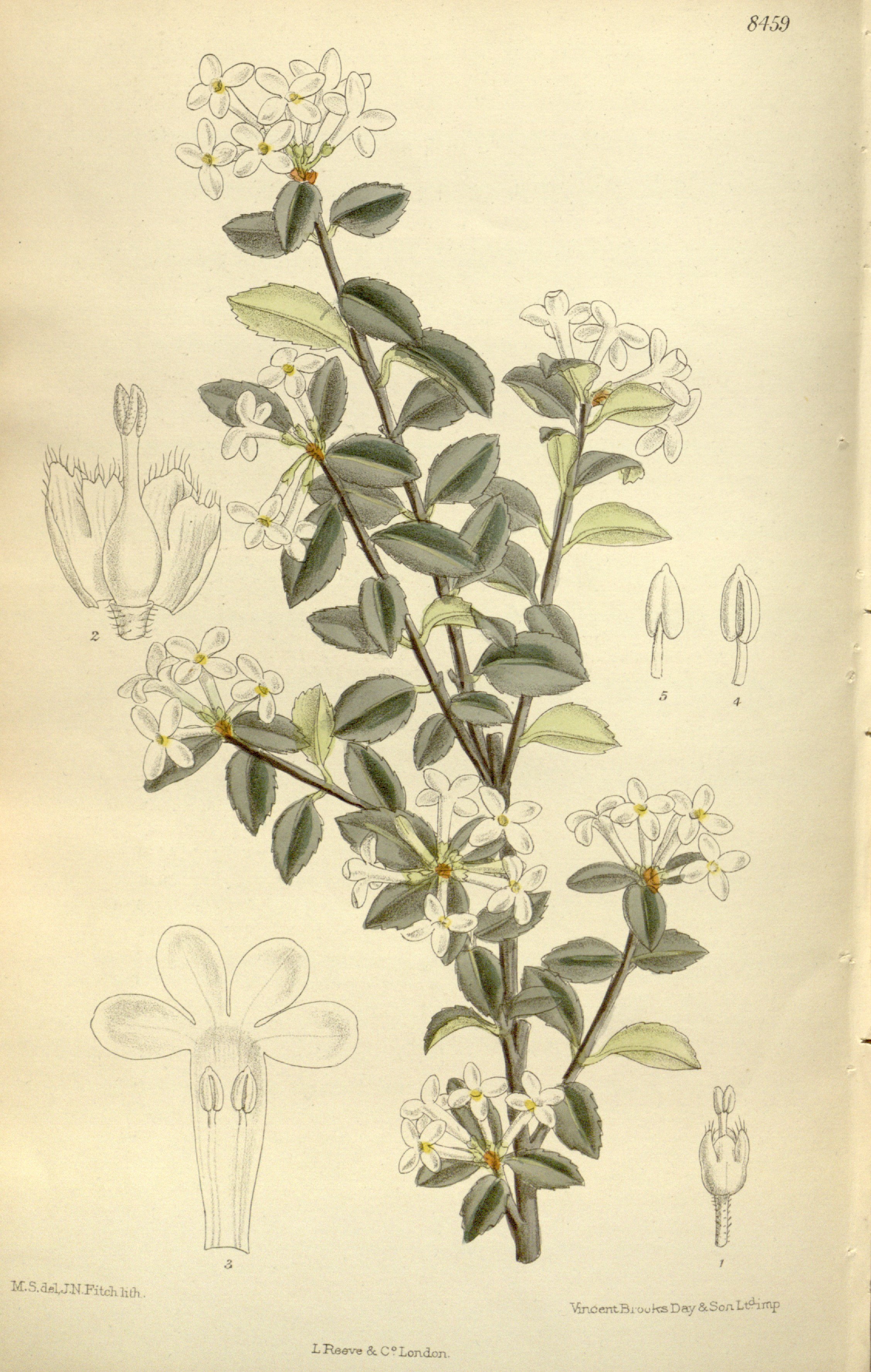
Illustration von Osmanthus delavayi

### Vegetative Merkmale
Die Osmanthus-Arten wachsen als immergrüne Sträucher oder Bäume. Die gegenständig angeordneten Laubblätter sind in Blattstiel und -spreite gegliedert. Die Blattspreite ist einfach. Der Blattrand ist ganz oder gesägt.
Die zymösen Blütenstände stehen gebündelt in den Blattachseln oder die Blüten stehen in kurzen rispigen Blütenständen. Es gibt zwei Hochblätter.

### Generative Merkmale
Die Exemplare sind zwittrig und oft auch männlich, also sind die Arten oft androdiözisch. Die Blüten aller Arten duften süß (daher der Name). Die in der Regel zwittrigen oder männlichen Blüten sind radiärsymmetrisch und vierzählig mit doppelter Blütenhülle. Die vier Kelchblätter sind glockenförmig verwachsen. Die vier verwachsenen Kronblätter sind meist weiß oder gelblich. Es sind nur zwei (selten vier) Staubblätter vorhanden. Der zweikammerige Fruchtknoten ist oberständig, die Narbe ist ganz oder zweilappig.
In den männlichen Blüten kann ein Pistillode vorkommen.
Osmanthus-Arten bilden meist einsamige Steinfrüchte.

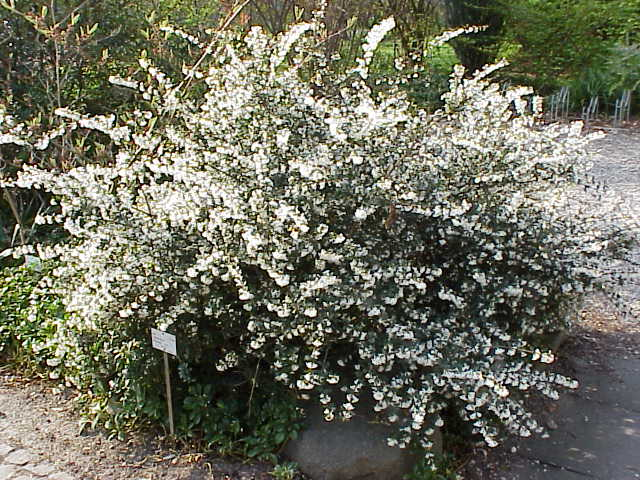
Osmanthus delavayi

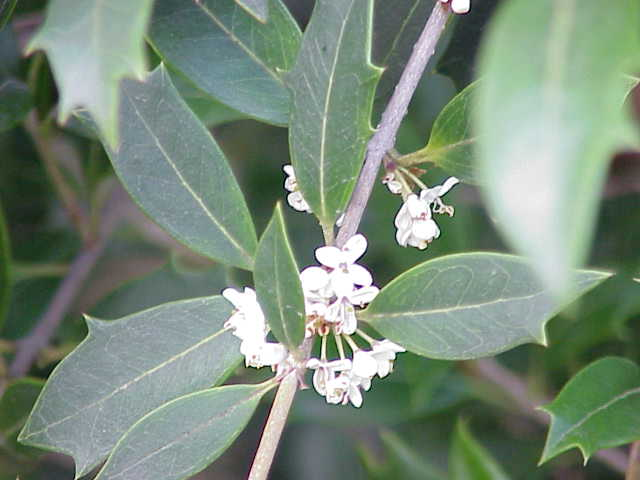
Stachelblättrige Duftblüte (Osmanthus heterophyllus)

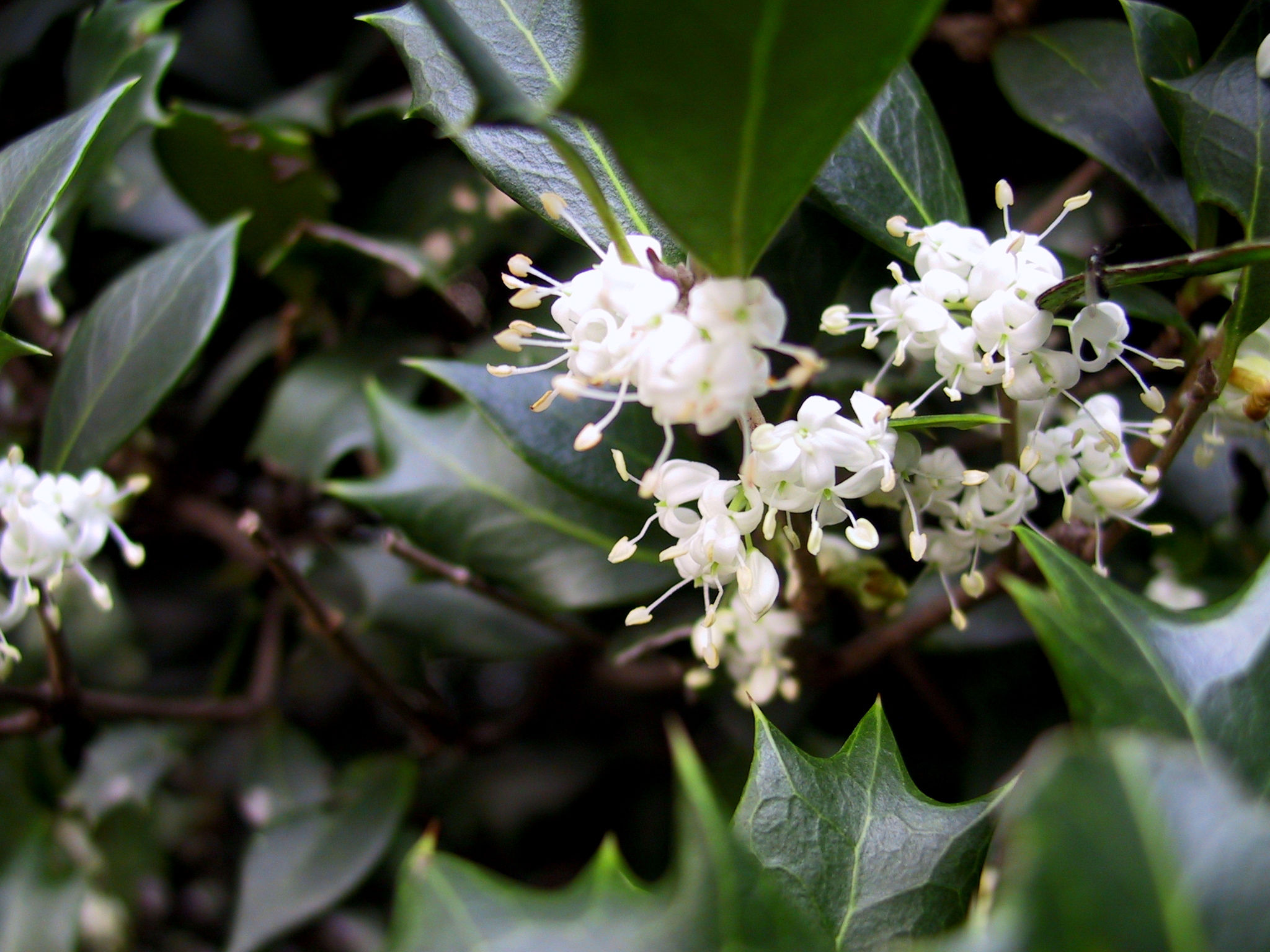
Stachelblättrige Duftblüte (Osmanthus heterophyllus)

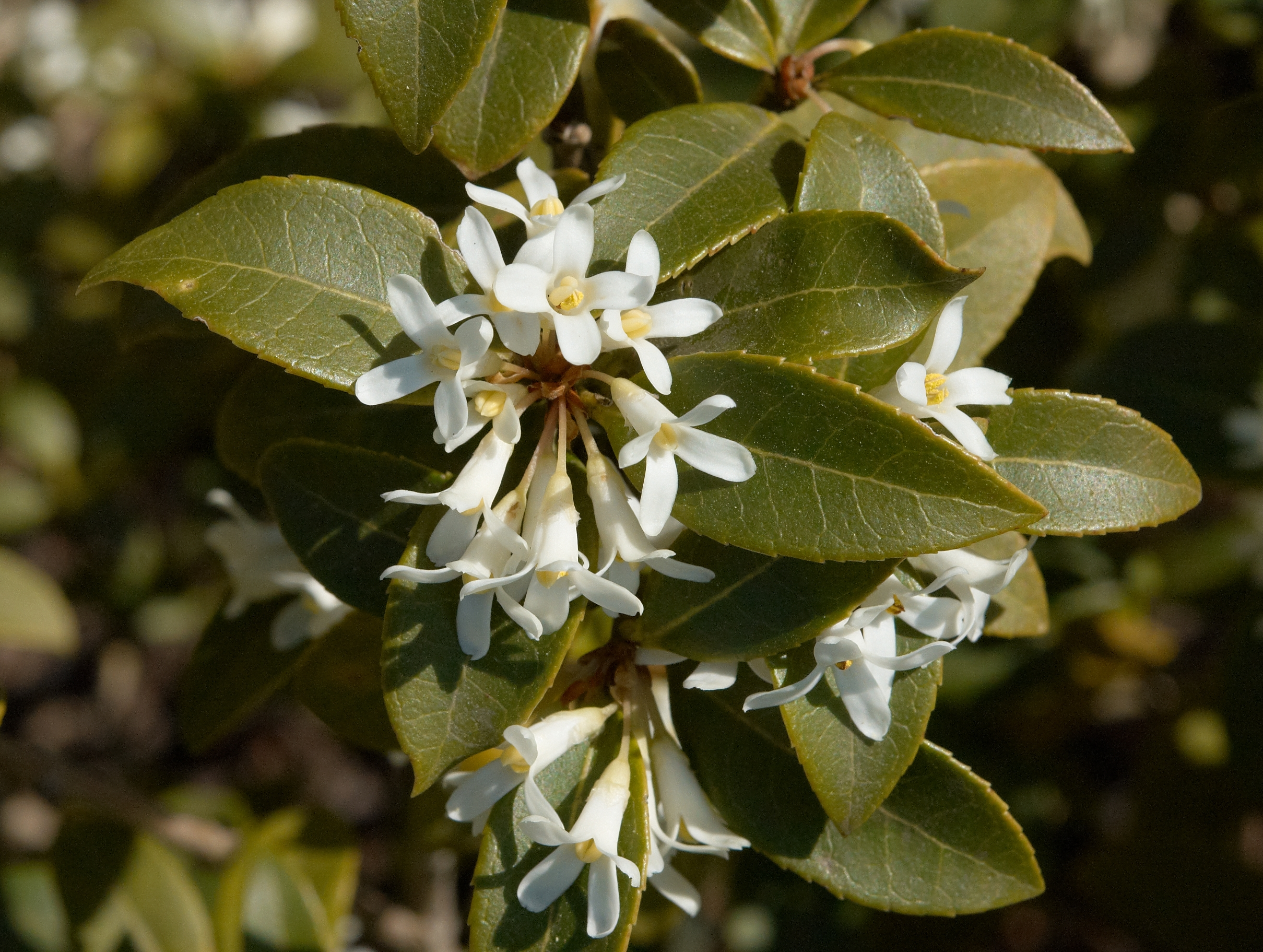
Frühlings-Duftblüte (Osmanthus × burkwoodii)

## Systematik und Verbreitung
Die Gattung Osmanthus wurde 1790 durch den des portugiesischen Missionar und Botaniker João de Loureiro in Flora Cochinchinensis, 1, Seite 28 aufgestellt.
Alle Arten kommen in Paläotropis vor. Einige Arten kommen in Vorderasien, im Himalaja und in Neukaledonien vor. Die meisten Arten sind in Südostasien verbreitet.
Die Gattung Osmanthus umfasst seit 2015 nur noch etwa 29 Arten:
- Osmanthus armatus Diels: Sie kommt in den chinesischen Provinzen Hubei sowie Sichuan vor.[5]
- Osmanthus attenuatus P.S.Green: Die Heimat ist die Türkei, Armenien und Georgien.[5]
- Osmanthus austrocaledonicus (Vieill.) Knobl.: Die drei Unterarten kommen in Neukaledonien vor.[2]
- Osmanthus cooperi Hemsl.: Sie gedeiht in Höhenlagen von 400 bis 800 Metern in den chinesischen Provinzen Anhui, Fujian, Jiangsu, Jiangxi sowie Zhejiang.[6]
- Osmanthus cymosus (Guillaumin) P.S.Green: Die Heimat ist Neukaledonien.[2]
- Osmanthus decorus (Boiss. & Balansa) Kasapligil (Syn.: Phillyrea decora Boiss. & Balansa): Die Heimat reicht von der nordöstlichen Türkei bis Transkaukasien.[2]
- Osmanthus delavayi Franch. (Syn.: Siphonosmanthus delavayi (Franch.) Stapf): Die Heimat ist China (Guizhou, Sichuan, Yunnan).[5]
- Osmanthus didymopetalus P.S.Green: Sie kommt nur in der chinesischen Provinz Hainan vor.[6]
- Osmanthus enervius Masam. & K.Mori: Die Heimat ist Taiwan und die japanischen Ryūkyū-Inseln.[6]
- Osmanthus fordii Hemsl.: Sie kommt in den chinesischen Provinzen Guangdong sowie Guangxi vor.[2]
- Süße Duftblüte (Osmanthus fragrans Lour.) (Syn.: Osmanthus aurantiacus (Makino) Nakai, Osmanthus fragrans var. aurantiacus Makino, Osmanthus fragrans var. thunbergii Makino): Sie ist vom Himalaja bis Japan verbreitet.[2]
- Osmanthus gracilinervis L.C.Chia ex R.L.Lu: Sie ist im Himalaya in Indien, Bhutan, Nepal, Myanmar, Thailand, Japan und in den chinesischen Provinzen Guizhou, Sichuan sowie Yunnan verbreitet.[5]
- Osmanthus hainanensis P.S.Green: Sie kommt nur in der chinesischen Provinz Hainan vor.[6]
- Osmanthus henryi P.S.Green: Sie kommt in den chinesischen Provinzen Guizhou, Hunan sowie Yunnan vor.[6]
- Stachelblättrige Duftblüte (Osmanthus heterophyllus (G.Don) P.S.Green, Syn.: Ilex heterophylla G.Don, Olea aquifolium Siebold & Zucc., Olea ilicifolia Siebold ex Hassk. sowie Osmanthus ilicifolius (Hassk.) hort. ex Carrière): Die Heimat ist Japan und Taiwan.[5]
- Osmanthus insularis Koidz.: Die Heimat ist Korea und die japanischen Nansei-shoto sowie Ogasawara-Inseln.[2]
- Osmanthus iriomotensis T.Yamaz.: Es ist ein Endemit von Nansei-shoto.[2]
- Osmanthus kaoi (T.S.Liu & J.C.Liao) S.Y.Lu: Die Heimat ist Taiwan.[2]
- Osmanthus lanceolatus Hayata: Sie gedeiht in Höhenlagen von 2000 bis 3000 Metern in Taiwan.[6]
- Osmanthus marginatus (Champ. ex Benth.) Hemsl.: Sie ist in China, Taiwan und auf den japanischen Ryukyu-Inseln verbreitet.[6]
- Osmanthus pubipedicellatus L.C.Chia ex H.T.Chang: Sie kommt nur in der chinesischen Provinz Guangdong vor.[6]
- Osmanthus reticulatus P.S.Green: Sie kommt in den chinesischen Provinzen Guangdong, Guangxi, Guizhou, Hunan sowie Sichuan vor.[6]
- Osmanthus rigidus Nakai: Es ist ein Endemit der japanischen Insel Kyushu.[2]
- Osmanthus serrulatus Rehder: Sie kommt in den chinesischen Provinzen Fujian, Guangxi sowie Sichuan vor.[5]
- Osmanthus suavis King ex C.B.Clarke: Sie ist im Himalaya von Indien, Bhutan, Nepal, Myanmar bis Tibet sowie Yunnan verbreitet.[5]
- Osmanthus urceolatus P.S.Green: Sie kommt in den chinesischen Provinzen Hubei sowie Sichuan vor.[6]
- Osmanthus venosus Pamp.: Sie kommt nur in der chinesischen Provinz Hubei vor.[6]
- Osmanthus yunnanensis (Franch.) P.S.Green (Syn.: Osmanthus forrestii Rehder sowie Pittosporum yunnanense Franch.): Sie kommt in den chinesischen Provinzen Sichuan sowie Yunnan und in Tibet vor.[5]

Etwa sechs Arten wurden 2012 und 2015 in die Gattung Cartrema Raf. gestellt:
- Amerikanische Duftblüte (Osmanthus mexicanus Lundell bzw. Osmanthus americanus (L.) A.Gray) → Cartrema americana (L.) G.L.Nesom: Sie ist von den südöstlichen USA über Mexiko bis Honduras verbreitet.[2]
- Osmanthus floridanus Chapm. (Syn.: Osmanthus megacarpus (Small) Small ex Little) → Cartrema floridana (Chapm.) G.L.Nesom: Dieser Endemit kommt nur im zentralen Florida vor.[2]
- Osmanthus longipetiolatus H.T.Chang, Osmanthus matsumuranus Hayata, Osmanthus maximus H.T.Chang, Osmanthus obovatifolius Kaneh., Osmanthus pedunculatus Gagnep., Osmanthus wilsonii Nakai → Cartrema matsumurana (Hayata) de Juana: Sie kommt von Assam über Laos, Thailand, Kambodscha, Vietnam und China[6] bis Taiwan vor.[2]
- Osmanthus minor P.S.Green → Cartrema minor (P.S.Green) de Juana: Sie kommt in den chinesischen Provinzen Fujian, Guangdong, Guangxi, Jiangxi sowie Zhejiang[6] und Hainan vor.[2]
- Osmanthus scortechinii King & Gamble → Cartrema scortechinii (King & Gamble) de Juana: Sie kommt von der Thailändischen Halbinsel über Malaysia bis Sumatra vor.[2]
- Osmanthus sumatranus P.S.Green → Cartrema sumatrana (P.S.Green) de Juana: Sie kommt nur in Sumatra vor.[2]

## Nutzung
Vor allem die Blüten der Süßen Duftblüte (Osmanthus fragrans) werden in Asien als vielfältig eingesetztes Gewürz verwendet: In der Teemischung „Chin Hsuan Cha“ werden Osmanthusblüten zu Grünem Tee gemischt; ebenso werden sie dem Duftwein als Zutat beigegeben.
Einige Sorten werden als Zierpflanzen verwendet.
Es wurden auch einige gärtnerische Kreuzungen gezüchtet:
- Frühlings-Duftblüte (Osmanthus ×burkwoodii (Burkwood & Skipwith) P.S.Green): Es ist eine Hybride aus Osmanthus decorus × Osmanthus delavayi, Syn.: × Osmarea burkwoodii Burkwood & Skipwith:
- Osmanthus ×fortunei Carrière: Es ist eine Hybride aus Osmanthus fragrans × Osmanthus heterophyllus; Diese Hybride ist im westlichen Mitteleuropa, etwa in Deutschland, Österreich und der Schweiz, winterhart.